# Vuelta a Castilla y León 2019
La Vuelta a Castilla y León 2019, trentaquattresima edizione della corsa e valevole come evento dell'UCI Europe Tour 2019 categoria 2.1, si svolse in tre tappe dal 25 al 27 aprile 2019 su un percorso di 503,1 km, con partenza da Belorado e arrivo a Villafranca del Bierzo, in Spagna. La vittoria fu appannaggio dell'italiano Davide Cimolai, il quale completò il percorso in 13h02'18", alla media di 38,586 km/h, precedendo il canadese Guillaume Boivin e il francese Jérôme Cousin.
Sul traguardo di Villafranca del Bierzo 84 ciclisti, su 120 partiti da Belorado, portarono a termine la competizione.

## Tappe
| Tappa  | Data      | Percorso                      | km    | Vincitore di tappa | Leader cl. generale |
| ------ | --------- | ----------------------------- | ----- | ------------------ | ------------------- |
| 1ª     | 25 aprile | Belorado > Castrojeriz        | 181   | Davide Cimolai     | Davide Cimolai      |
| 2ª     | 26 aprile | Frómista > Villada            | 170,3 | Davide Cimolai     | Davide Cimolai      |
| 3ª     | 27 aprile | León > Villafranca del Bierzo | 151,8 | Enrique Sanz       | Davide Cimolai      |
| Totale | Totale    | Totale                        | 503,1 |                    |                     |

## Squadre e corridori partecipanti
| N.    | Cod. | Squadra                       |
| ----- | ---- | ----------------------------- |
| 1-7   | ICA  | Israel Cycling Academy        |
| 11-17 | MOV  | Movistar Team                 |
| 21-27 | CJR  | Caja Rural-Seguros RGA        |
| 31-37 | BBH  | Burgos-BH                     |
| 41-47 | EUS  | Euskadi Basque Country-Murias |
| 51-57 | MZN  | Manzana Postobón Team         |
| 61-67 | DMP  | Delko Marseille Provence      |
| 71-77 | W52  | W52/FC Porto                  |
| 81-87 | TDE  | Total Direct Énergie          |

| N.      | Cod. | Squadra             |
| ------- | ---- | ------------------- |
| 91-97   | EUK  | Equipo Euskadi      |
| 101-107 | KMT  | Kometa Cycling Team |
| 111-116 | MTR  | Matrix Powertag     |
| 121-126 | EFP  | Efapel              |
| 131-137 | STA  | Sporting/Tavira     |
| 141-147 | MIR  | Miranda-Mortágua    |
| 151-157 | AVL  | Aviludo-Louletano   |
| 161-167 | CDF  | Vito-Feirense-Pnb   |
| 171-177 | LOK  | Lokosphinx          |

## Dettagli delle tappe

### 1ª tappa
- 25 aprile: Belorado > Castrojeriz – 181 km

Risultati
| Pos. | Corridore      | Squadra | Tempo    |
| ---- | -------------- | ------- | -------- |
| 1    | Davide Cimolai | Israel  | 5h00'08" |
| 2    | Enrique Sanz   | Euskadi | s.t.     |
| 3    | Jérôme Cousin  | Direct  | s.t.     |

| Pos. | Corridore      | Squadra | Tempo    |
| ---- | -------------- | ------- | -------- |
| 1    | Davide Cimolai | Israel  | 4h59'58" |
| 2    | Enrique Sanz   | Euskadi | a 4"     |
| 3    | Jérôme Cousin  | Direct  | a 6"     |

### 2ª tappa
- 26 aprile: Frómista > Villada – 170,3 km

Risultati
| Pos. | Corridore        | Squadra  | Tempo    |
| ---- | ---------------- | -------- | -------- |
| 1    | Davide Cimolai   | Israel   | 4h08'13" |
| 2    | Daniele Bennati  | Movistar | s.t.     |
| 3    | Guillaume Boivin | Israel   | s.t.     |

| Pos. | Corridore        | Squadra | Tempo    |
| ---- | ---------------- | ------- | -------- |
| 1    | Davide Cimolai   | Israel  | 9h08'01" |
| 2    | Guillaume Boivin | Israel  | a 15"    |
| 3    | Jérôme Cousin    | Direct  | a 16"    |

### 3ª tappa
- 27 aprile: León > Villafranca del Bierzo – 151,8 km

Risultati
| Pos. | Corridore    | Squadra       | Tempo    |
| ---- | ------------ | ------------- | -------- |
| 1    | Enrique Sanz | Euskadi       | 3h54'17" |
| 2    | João Matias  | Vito-Feirense | s.t.     |
| 3    | Jordan Parra | Manzana       | s.t.     |

| Pos. | Corridore        | Squadra | Tempo     |
| ---- | ---------------- | ------- | --------- |
| 1    | Davide Cimolai   | Israel  | 13h02'18" |
| 2    | Guillaume Boivin | Israel  | a 15"     |
| 3    | Jérôme Cousin    | Direct  | a 16"     |

## Evoluzione delle classifiche
| Tappa              | Vincitore          | Classifica generale Maglia multicolore | Classifica a punti Maglia verde | Classifica scalatori Maglia rossa | Classifica sprint intermedi Maglia blu | Classifica a squadre |
| ------------------ | ------------------ | -------------------------------------- | ------------------------------- | --------------------------------- | -------------------------------------- | -------------------- |
| 1ª                 | Davide Cimolai     | Davide Cimolai                         | Davide Cimolai                  | Bruno Silva                       | Carlos Barbero                         | Movistar Team        |
| 2ª                 | Davide Cimolai     | Davide Cimolai                         | Davide Cimolai                  | Bruno Silva                       | Guillaume Boivin                       | Movistar Team        |
| 3ª                 | Enrique Sanz       | Davide Cimolai                         | Davide Cimolai                  | Bruno Silva                       | Guillaume Boivin                       | Movistar Team        |
| Classifiche finali | Classifiche finali | Davide Cimolai                         | Davide Cimolai                  | Bruno Silva                       | Guillaume Boivin                       | Movistar Team        |

## Classifiche finali

### Classifica generale - Maglia multicolore
| Pos. | Corridore        | Squadra    | Tempo     |
| ---- | ---------------- | ---------- | --------- |
| 1    | Davide Cimolai   | Israel     | 13h02'18" |
| 2    | Guillaume Boivin | Israel     | a 15"     |
| 3    | Jérôme Cousin    | Direct     | a 16"     |
| 4    | Daniele Bennati  | Movistar   | a 17"     |
| 5    | Jonathan Lastra  | Caja Rural | a 20"     |
| 6    | Nélson Oliveira  | Movistar   | a 21"     |
| 7    | Héctor Sáez      | Euskadi    | s.t.      |
| 8    | Enrique Sanz     | Euskadi    | a 56"     |
| 9    | Carlos Barbero   | Movistar   | a 1'11"   |
| 10   | Eduard Prades    | Movistar   | a 1'17"   |

### Classifica a punti - Maglia verde
| Pos. | Corridore       | Squadra  | Punti |
| ---- | --------------- | -------- | ----- |
| 1    | Davide Cimolai  | Israel   | 58    |
| 2    | Enrique Sanz    | Euskadi  | 45    |
| 3    | Nélson Oliveira | Movistar | 27    |
| 4    | Stefano Oldani  | Kometa   | 27    |
| 5    | Jordan Parra    | Manzana  | 25    |

### Classifica scalatori - Maglia rossa
| Pos. | Corridore         | Squadra   | Punti |
| ---- | ----------------- | --------- | ----- |
| 1    | Bruno Silva       | Efapel    | 14    |
| 2    | Jaume Sureda      | Burgos-BH | 14    |
| 3    | Álvaro Trueba     | Sporting  | 10    |
| 4    | Rafael Silva      | Efapel    | 6     |
| 5    | Francisco Mancebo | Matrix    | 6     |

### Classifica sprint intermedi - Maglia blu
| Pos. | Corridore        | Squadra    | Punti |
| ---- | ---------------- | ---------- | ----- |
| 1    | Guillaume Boivin | Israel     | 6     |
| 2    | Carlos Barbero   | Movistar   | 3     |
| 3    | Antonio Angulo   | Efapel     | 3     |
| 4    | Jaume Sureda     | Burgos-BH  | 3     |
| 5    | Jon Aberasturi   | Caja Rural | 3     |

### Classifica a squadre
| Pos. | Squadra                       | Tempo     |
| ---- | ----------------------------- | --------- |
| 1    | Movistar Team                 | 39h08'53" |
| 2    | Israel Cycling Academy        | a 42"     |
| 3    | Euskadi Basque Country-Murias | a 1'48"   |
| 4    | Kometa Cycling Team           | a 4'34"   |
| 5    | Burgos-BH                     | a 4'59"   |